# Bensonville

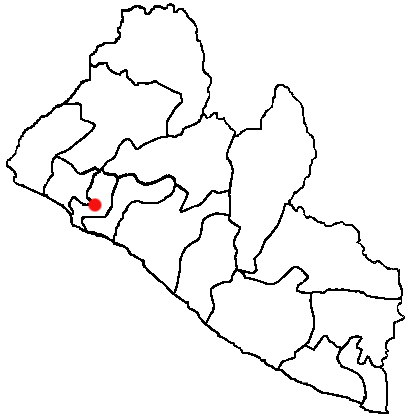
Położenie miasta Bensonville w Liberii

Bensonville – miasto w zachodniej Liberii; stolica hrabstwa Montserrado. Według danych na rok 2008 liczy 4089 mieszkańców.